# Piazza Vanvitelli
La Piazza Vanvitelli es una plaza situada en el barrio de Vomero de Nápoles, Italia, dedicada al gran arquitecto Luigi Vanvitelli, entre cuyas obras se encuentran el Palacio Real de Caserta y el Foro Carolino. La plaza tiene planta octogonal y en ella se cruzan dos calles fundamentales del barrio: la Via Alessandro Scarlatti y la Via Bernini, que constituyen los dos ejes sobre los que se articula el esquema urbanístico hipodámico que estructura el barrio. Esto, junto con la presencia de la estación homónima del metro, la hacen el centro neurálgico del barrio y el centro de la vida nocturna del mismo.

## Historia

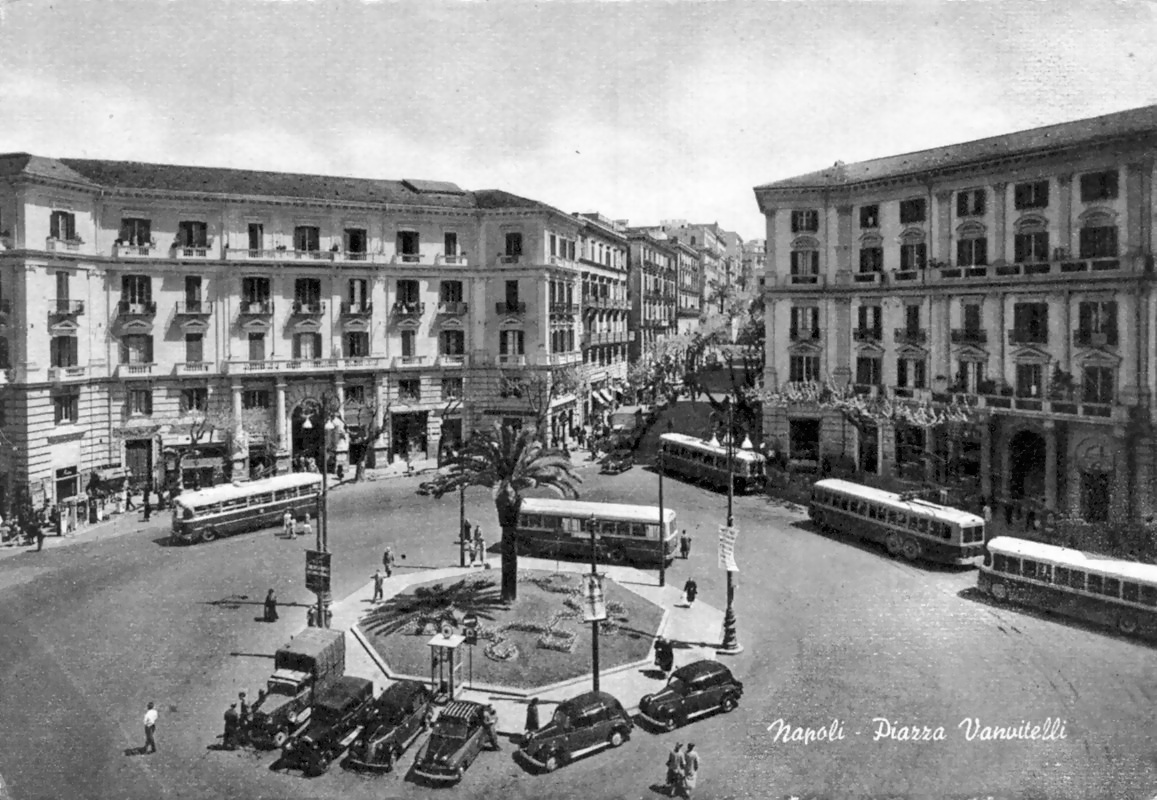
La plaza en los años 1950.

La plaza se creó en la década de 1880, gracias a una de las numerosas intervenciones del risanamento de Nápoles. En 1885 se proyectó el nuevo barrio del Vomero, que preveía una disposición ortogonal de las calles. El punto de intersección de los dos ejes principales del nuevo barrio era la Piazza Vanvitelli.
Ese mismo año empezaron las obras del barrio, tras la ceremonia de inauguración, a la cual asistió la familia real italiana y el entonces alcalde de la ciudad, Nicola Amore. Las obras, emprendidas por la Banca Tiberina, se completaron en poco tiempo y ya en 1889 se trazaron las calles principales del barrio, que fueron dedicadas a 37 artistas importantes, entre ellos Vanvitelli.

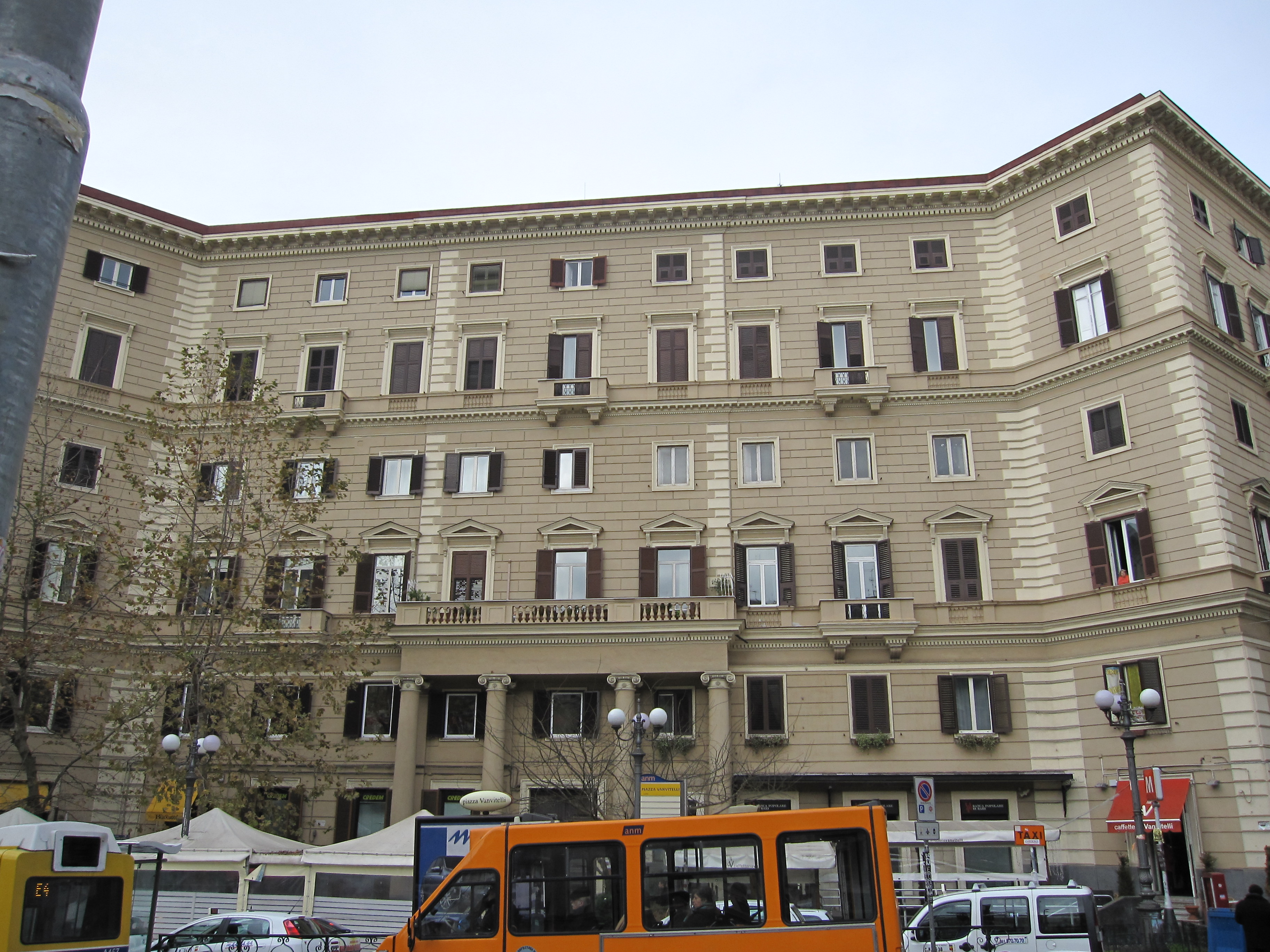
Uno de los cuatro edificios neorrenacentistas que rodean la plaza.

Alrededor de la Piazza Vanvitelli se construyeron cuatro edificios de estilo neorrenacentista, típico de muchas construcciones de la zona, en particular de la parte baja del Vomero (entre esta plaza y la certosa di San Martino), construida entre finales del siglo XIX y principios del siglo XX.
En el parterre del centro de la plaza se instaló inicialmente una fuente de granito y piperno, pero esta fue retirada a principios del siglo XX con ocasión de las obras de colocación de los raíles del tranvía. En su lugar se plantó una palmera proveniente de una colonia italiana en África.
El 22 de diciembre de 1976 el alcalde Maurizio Valenzi y el asesor de transportes Luigi Buccico pusieron la primera piedra de la Metropolitana Collinare, actual línea 1 del Metro de Nápoles, en la Piazza Medaglie d'Oro (al norte de la Piazza Vanvitelli). La Piazza Vanvitelli tuvo sus obras en 1980 e incluso se instaló un puente metálico sobre ellas para permitir que los automóviles atravesaran la plaza hasta 1993, año en el que se inauguró la estación Vanvitelli y el primer tramo del metro.
En diciembre de 2009 murió la histórica palmera plantada en el parterre central (que había sido retirada para las obras del metro y replantada tras la apertura de la estación) al ser afectada por el llamado picudo rojo, el parásito que ha hecho estragos en las palmeras de la ciudad, destruyendo entre otras las históricas y bellas filas de palmeras del Viale Gramsci y el Viale Augusto.
El ayuntamiento decidió entonces plantar otra especie de árbol y confió la decisión a una votación en su página web. La mayoría optó por un laurel, pero posteriormente surgieron críticas por la decisión de no plantar otra palmera debido al mal resultado.

## Descripción

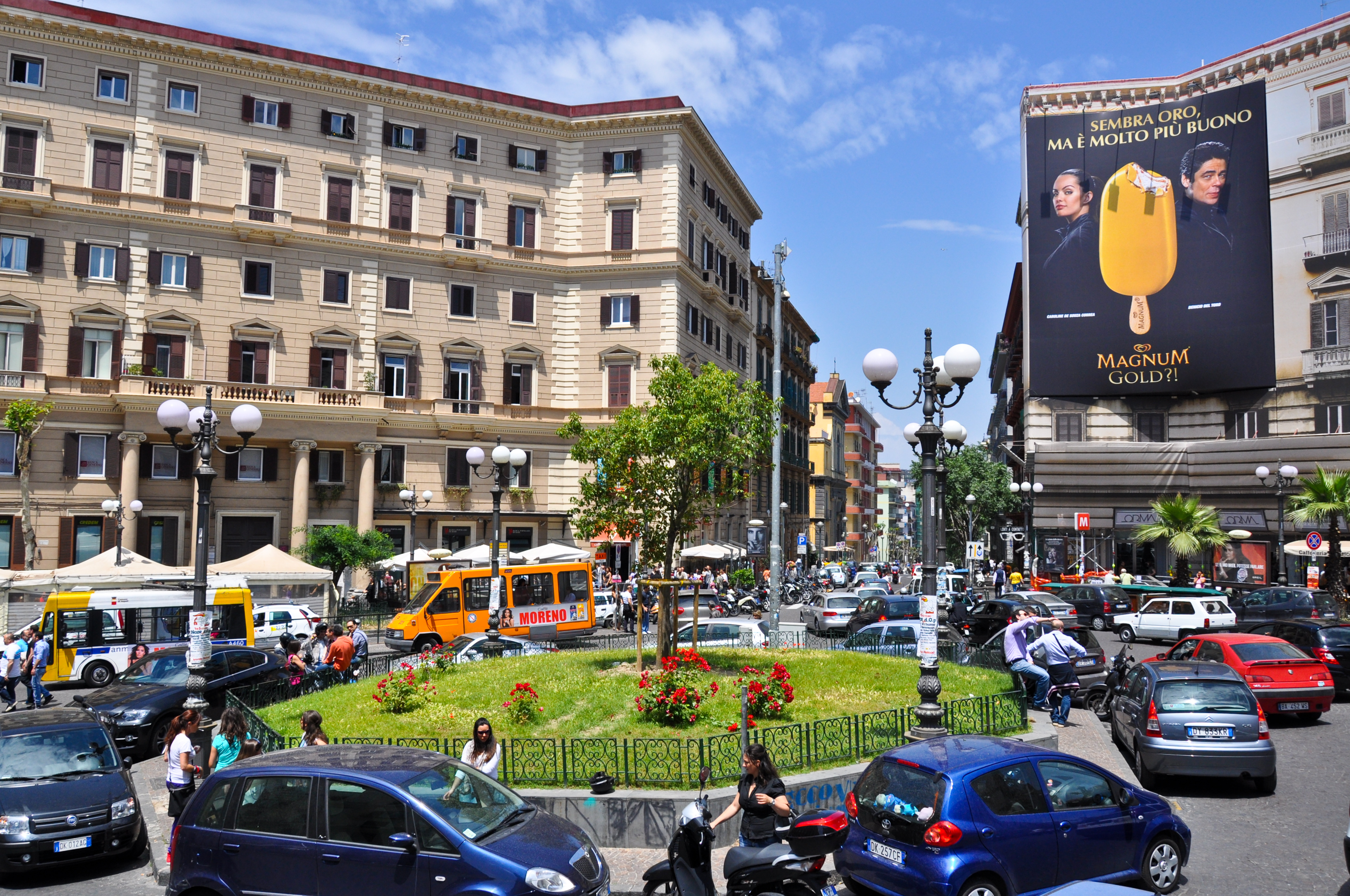
La plaza en el 2010, con el nuevo árbol plantado en lugar de la palmera.

La plaza se considera el centro neurálgico del Vomero por su belleza arquitectónica y por la importancia que tiene para dicho barrio.
Desde la apertura de la estación del metro, la Piazza Vanvitelli se ha convertido en un lugar de encuentro de muchísimos jóvenes de la ciudad, en su mayoría provenientes de la zona norte de la ciudad, unida con Vomero por el metro.
Junto a la difunta palmera, el símbolo de la plaza es el reloj histórico del Ente Autónomo Volturno, uno de los doce relojes públicos que han sobrevivido a los bombardeos de la Segunda Guerra Mundial de los veintiuno instalados entre 1931 y 1933 en las calles más importantes de la ciudad. A partir de 2008, diez de ellos han recibido una restauración, pasando del color verde a un gris metálico, además de recuperar la esfera original de números árabes, que desde los años setenta fue sustituida por numeración romana.
Al sudeste de la plaza se abre la Galleria Vanvitelli, una galería comercial construida en los años setenta al lado de un gran bar del Vomero que hoy no existe: el bar Sangiuliano, que se situaba en la esquina este, entre la Via Scarlatti y la plaza.

## Transporte

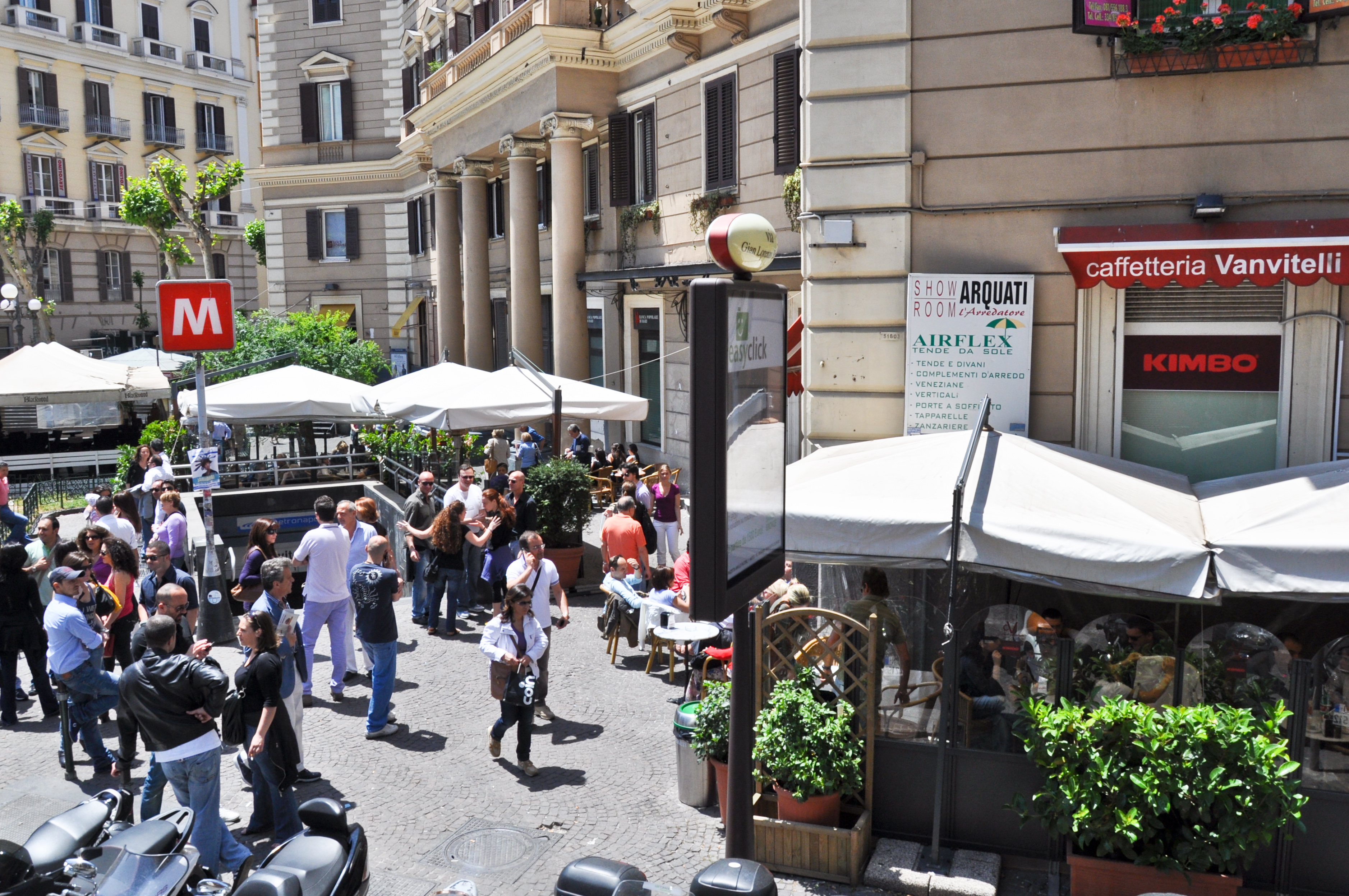
Una esquina de la plaza, con una de las salidas del metro.

El mejor medio para alcanzar la Piazza Vanvitelli es sin duda el metro, con la estación ya citada, que en particular permite que los jóvenes de otras zonas de Nápoles se desplacen al Vomero los sábados por la noche; elemento que sin embargo ha sido controvertido en ocasiones por la afluencia de personas provenientes de la periferia en una de las mejores zonas de la ciudad.
Al metro se añade la amplia red de autobuses de Vomero, que permite una buena conexión con todas las zonas del centro.
A poca distancia de la plaza, en la Via Domenico Cimarosa, se sitúa la estación alta del funicular de Chiaia, mientras que en la Piazzetta Ferdinando Fuga, también cerca de la Piazza Vanvitelli, la del funicular Central. Continuando por la Via Scarlatti, en dirección al Castel Sant'Elmo, se llega a la estación alta del funicular de Montesanto, que une Vomero con el centro histórico, en concreto con la Piazzetta Montesanto, cerca de la Piazza Dante.